# Бобак, Станислав
Стани́слав Бо́бак (пол. Stanisław Bobak; 12 марта 1956, Зомб, гмина Поронин — 12 ноября 2010, Закопане) — польский прыгун на лыжах с трамплина, многократный чемпион Польши.
Один раз победил на этапе Кубка мира по прыжкам с трамплина (Закопане, 1980). Был бронзовым медалистом этого Кубка (1980).
Член олимпийской сборной команды Польши на зимней Олимпиаде 1976 года и Олимпиаде 1980 года.
8-кратный чемпион Польши: 4 золота на трамплине 70 метров (1976, 1978, 1979, 1981) и 4 золота на трамплине 90 метров (1974, 1975, 1977, 1981); 5-кратный серебряный медалист чемпионата Польши; 3-кратный чемпион Польши среди юниоров.